# Stazione di Ushinoya
La stazione di Ushinoya (牛ノ谷駅?, Ushinoya-eki) è una fermata ferroviaria della città di Awara, nella prefettura di Fukui in Giappone. La stazione è gestita dalla JR West e serve la linea principale Hokuriku).

## Linee
JR West
■ Linea principale Hokuriku

## Struttura
La fermata è costituita da un marciapiede a isola con due binari passanti, collegata al fabbricato viaggiatori da una passerella.
| Lato stazione | ■ Linea principale Hokuriku | per Fukui e Tsuruga   |
| Lato campagna | ■ Linea principale Hokuriku | per Kanazawa e Toyama |

## Stazioni adiacenti
| 《                        | Servizio                  | 》                        |
| Linea principale Hokuriku | Linea principale Hokuriku | Linea principale Hokuriku |
| ------------------------- | ------------------------- | ------------------------- |
| Hosorogi                  | Locale                    | Daishōji                  |